# Laura Steinbach
Laura Steinbach (Homburg, 1985. augusztus 2. –) német válogatott kézilabdázó, jelenleg a KH-7 BM Granollers balátlövője.

## Pályafutása
Fiatalon a TSV Urach csapatában kezdett kézilabdázni. Első felnőtt csapatába, a TSV Urach-ba 2000-ben igazolt, majd öt év múlva a DJK/MJC Trier átlövője lett. 2007-ben a Bayer Leverkusen női kézilabda szakosztályához igazolt, mellyel 2010-ben német kupagyőztes lett.
2013–2014 között a Ferencváros csapatában játszott.
2015 júliusában a spanyol Prosetecnisa Zuazo játékosa lett.
2016 decemberében a katalán KH-7 BM Granollers csapatához szerződött.

### Válogatott
2006. április 7-én egy Horvátország elleni mérkőzésen mutatkozott be a felnőtt német válogatottban, melyben azóta több mint 80 alkalommal szerepelt és számos gólt szerzett. Legjobb válogatottbeli helyezése egy Európa-bajnoki 4. hely volt 2008-ban.

## Egyéb
Édesapja, Klaus Steinbach többszörös Európa- és világbajnok, olimpiai ezüst- és bronzérmes úszó, illetve sportvezető.
Végzettségét tekintve élelmiszer-technikai mérnök. 2016 nyarán feleségül ment a szintén kézilabdázó Iker Romeróhoz.